# Dingsbums
Dingsbums war ein Magazin für Jungpioniere zwischen sechs und elf Jahren im Fernsehen der DDR, Thomas Knabe und Imanuel Seilkopf führten durch die Sendung. Dingsbums verstand sich als Freizeitmagazin mit unterschiedlichen Themen und Inhalten. Knabe und Seilkopf spielten und sangen in der Sendung, auf die Ausstrahlung von zusätzlichen Musikbeiträgen wurde jedoch, unüblich in damaligen Kinder- und Jugendmagazinen, verzichtet.
Dingsbums lief montags im Vorabendprogramm, die letzte der insgesamt zwölf Sendungen wurde am 20. Dezember 1982 ausgestrahlt. Die Nachfolgesendung von Dingsbums war das Jungpioniermagazin schau, welches von 1986 bis 1991 gesendet wurde.
Als Gründe für die Absetzung von Dingsbums werden die zu enge Zielgruppe bzw. „zu spezifische Rezipientenadressierung“ oder die fehlenden Musikbeiträge angenommen.